# Expert Opinion on Emerging Drugs
Expert Opinion on Emerging Drugs, abgekürzt Expert Opin. Emerg. Drugs, ist eine wissenschaftliche Fachzeitschrift, die vom Taylor & Francis-Verlag veröffentlicht wird. Die Zeitschrift wurde 1996 unter dem Namen Emerging Drugs gegründet und wechselte bereits ein Jahr später zum derzeit gültigen Namen. Sie scheint mit vier Ausgaben im Jahr. Es werden Übersichtsarbeiten veröffentlicht, die sich mit neu entwickelten Arzneistoffen beschäftigen.
Der Impact Factor lag im Jahr 2014 bei 3,058. Nach der Statistik des ISI Web of Knowledge wird das Journal mit diesem Impact Factor in der Kategorie Pharmakologie und Pharmazie an 74. Stelle von 254 Zeitschriften geführt.